# Junger Volljähriger
Junger Volljähriger ist in Deutschland ein Begriff aus dem Jugendhilferecht und definiert nach § 7 Abs. 1 Nr. 3 Achtes Buch Sozialgesetzbuch (SGB VIII) eine Person, die „18, aber noch nicht 27 Jahre alt ist“. Junge Volljähriger gehören zu den im SGB VIII definierten jungen Menschen und können unter bestimmten Voraussetzungen Anspruch auf Leistungen aus der Jugendhilfe haben. Anders als Heranwachsende mit Ansprüchen auf Leistungen Hilfen für junge Volljährige gem. § 41 SGB VIII kann der junge Volljährige bis 27 ohne Weiteres noch Angebote der Jugendarbeit ge. § 11 nutzen.
Im Rahmen der Kinder- und Jugendhilfe werden auch unbegleiteter minderjährige Flüchtlinge untergebracht. Zahlreiche Veränderungen entstehen für sie mit dem Erreichen der Volljährigkeit. Die Kinder- und Jugendhilfe ist bei Bedarf bis zur Vollendung des 27. Lebensjahres für die jungen Menschen zuständig. Bis zur Vollendung des 21. Lebensjahrs besteht sogar ein Rechtsanspruch. Laut Bundesfachverband unbegleitete minderjährige Flüchtlinge ende die Hilfe für die jungen Geflüchteten, aber oftmals schon mit 18 Jahren. Mit Erreichung der Volljährigkeit wird die Vormundschaft beendet, der Nachzugsanspruch der Eltern erlischt und im Aufenthaltsrecht fallen Schutzvorgaben weg, die vor Abschiebung schützen. Gleichzeitig tritt die Verfahrensfähigkeit im asyl- und aufenthaltsrechtlichen Verfahren ein. In manchen Fällen müssen die Jungen Volljährigen dann in eine Gemeinschafts-, Flüchtlings- oder sogar Obdachlosenunterkunft umziehen, da die Jugendhilfe beendet wurde.